# 趙永哲
趙 永哲（チョ・ヨンチョル、朝鮮語: 조영철、1962年 - ）は、朝鮮民主主義人民共和国の政治家。地方工業相、朝鮮労働党中央委員会委員候補、朝鮮服協会会長。食料日用工業相などを歴任した。

## 経歴
1962年に咸鏡南道で生まれた。2010年1月に龍城食料工場支配人に任命され、4月に食料日用工業省局長に転じた。同年6月に最高人民会議第12期代議員に補選され、6月7日に開催された最高人民会議第12期第3回会議で食料日用工業相に任命された。同年9月28日に開催された朝鮮労働党第3回党代表者会で朝鮮労働党中央委員会委員候補に選出され、2011年10月19日に開催された第9回全国朝鮮服展示会で、趙が朝鮮服協会会長と呼称された。12月17日に金正日総書記が死去した際には、国家葬儀委員会委員に選ばれた。2012年11月4日に党中央委員会政治局拡大会議の決定により、国家体育指導委員会が設立されると同委員会委員に任命された。
2014年3月9日に実施された最高人民会議第13期代議員選挙で代議員に再選され、4月9日に開催された最高人民会議第13期第1回会議で食料日用工業相に再任された。2015年4月6日には朝鮮中央通信の報道により、食料日用工業副相に降格していことが判った。降格の理由として、国産品の品質向上を進める過程で問題を指摘されたためという。2016年5月9日に開催された朝鮮労働党第7次大会で朝鮮労働党中央委員会委員候補に再選され、6月16日に金正恩委員長が平壌直轄市にある菓子工場・平壌谷山工場を現地指導した際に、趙永哲食料日用工業相が出迎えに出たと報道され、食料日用工業相への復帰が確認された。同年11月11日には朝鮮民主女性同盟第6回大会を記念した一般消費財展示会に崔龍海朝鮮労働党中央委員会副委員長らと参加した。
2018年2月から4月の間に食料日用工業省が地方工業省と日用品工業省に分離されると、地方工業省の長である地方工業相に任命された。2019年3月10日に実施された最高人民会議第14期代議員選挙で代議員に再選され、4月11日に開催された最高人民会議第14期第1回会議で地方工業相に再任された。

## 参考サイト
- 북한정보포털

| 先代新設 | 地方工業相2018年 - | 次代現職 |

| 先代鄭然科 | 食料日用工業相2010年 - 2018年 | 次代改編 |